# 電子メールクライアント
電子メールクライアント（でんしメールクライアント、英: mail user agent、MUA、メールユーザエージェント）とは、電子メールを送受信し管理するためのアプリケーションソフトウェア。一般的には（電子）メールソフトなどと言う。メーラーと言うこともあるが、その場合には、メール転送エージェント（MTA）を指す場合もある。
電子メールの送受信には、メールサーバで動いているメール転送エージェントにアクセスする。送信のための通信プロトコルとしてSMTPが、受信のためにはPOP3やIMAPが用いられる。

## 機能

### 概要
電子メールクライアントの基本的な機能は、電子メールの作成・送信・受信、受信した電子メールの管理と閲覧などである。ソフトウェアにより、これらの機能は統合されている場合もあれば、一部の機能を別のソフトウェア（例えば内容文の作成に別のテキストエディタなどを使う、HTML形式のメールの閲覧に外部のウェブブラウザを呼び出すなど）で実行したり、単機能のソフトウェアを組み合わせて使用する場合もある。
メールユーザーエージェントとしての電子メールクライアントは通常、受信サーバ、送信サーバのホスト名（FQDN）とアカウント（メールアドレスやログインID、パスワード）、使用する通信プロトコルなどをあらかじめ設定しておく。
電子メールを扱う機能のほか、ネットニュース（ニュースグループ）の閲覧・投稿を行うニュースリーダ機能、RSSなどを閲覧するフィードリーダー機能、スケジュール管理機能などが統合された電子メールクライアントソフトウェアもある。

### 電子メールの受信
受信メールサーバ上のユーザーのメールボックスまで届いた受信メールが、最後にそこから電子メールクライアントまで転送される方式は、プッシュ型とプル型に分類される。
プッシュ型
プッシュ型電子メール（プッシュメール、プッシュ型メール）とは、受信メールサーバが能動的に電子メールクライアントへ、即時に転送する方式を指す。
電源が入った状態では常に無線でネットワーク接続される携帯機器は、プッシュ型が有効である。日本では、1999年から iモードメールといった携帯電話の電子メールにプッシュ型を使っている。
プル型
電子メールクライアントが受信メールサーバにログイン時とその後一定間隔でポーリングし、新たな受信メールがあるかどうかを調べ、あればそれをユーザーのコンピュータ上のメールボックスにダウンロードしたりする。
電子メールクライアントがネットワークに常時接続でない場合、ネットワークアドレスが頻繁に変更されるため、プッシュ型は適さず、通常はポーリングを行う。例えば、Wi-Fi接続するノートパソコンは DHCPサーバから1回きりのアドレスを付与され、ネットワーク名も一定しない。したがって受信メールサーバに新たな電子メールが到着しても、その転送先となるクライアントのその時点のアドレスは不明である。
普及している受信プロトコルには、Post Office Protocol（POP3）と、Internet Message Access Protocol（IMAP）がある。一般的に、POP3を用いた場合は、受信メールをローカルにダウンロードして保存し、サーバからは削除する。IMAPを用いた場合は、受信メールをサーバ上に保存したまま電子メールクライアントで管理、表示する。

### 電子メールの送信
作成した電子メールはSMTPを用いて、メール転送エージェントに送信される。

### 電子メールの表示
ヘッダで指定されたエンコーディング指定に基づいてメール本文を表示したり、添付ファイルの処理を行う。返信されたメールの本文のうち、行頭に引用を表す記号（一般的に">"）が付加された部分の表示色を変更して表示する機能をもつものもある。元来、SMTPの制約により7bitの文字しか使用できなかった（RFC821）電子メールでは、バイナリデータを添付する場合はMIME規格に基づき符号化されるが、電子メールクライアントはこれを復号し、元のデータに復元する。

### 複数電子メールの管理と閲覧
メールのファイル保存形式には、mboxやeml形式等がある。電子メールクライアントによっては、異なる形式とのインポート、エクスポート機能があり、移行に対応している。
電子メールクライアントには、受信した電子メールの一覧を作成し並べかえて表示するソート機能がある。ローカルのメールボックスを複数作成して電子メールをまとまりごとに管理するほか、表示色を変更したり、フラグの概念を用いてメールを分類して保存することもよく行われる。電子メールのヘッダにある情報に基づき、返信したメールをスレッド表示する機能をもつ電子メールクライアントもある。メールヘッダや本文などに含まれている特定の文字列に応じ自動的に分類を行ったり、ベイジアンフィルタなどを用いてスパム（いわゆる迷惑メール）を抽出する機能をもつものもある。

### 電子メールの作成
電子メールを作成する場合、SMTP（RFC 5321）に沿ったフォーマットで作成しなければならない。通常、電子メールは7ビット文字のみを用いたテキストファイルとして作成される。バイナリファイルを添付するためには、電子メールクライアントにより符号化が行われる。送信先（To、Cc、Bcc）や、題名（Subject）をはじめとしたヘッダを付加するのも電子メールクライアントの機能である。返信したメールの引用部分への引用記号の付加や、アドレスリスト、署名の管理、テンプレートの適用などの機能を持つものもある。